# Fred Alexander
Frederick Beasley Alexander (ur. 14 sierpnia 1880 w Seabright, zm. 3 marca 1969 w Beverly Hills) – amerykański tenisista, zwycięzca Australasian Championships w grze pojedynczej i grze podwójnej, zwycięzca U.S. National Championships w grze podwójnej, reprezentant w Pucharze Davisa.

## Kariera tenisowa
W czasie studiów na Princeton został akademickim mistrzem USA w grze pojedynczej w 1901 roku i w grze podwójnej w 1900 roku, w parze z Raymondem Little.
Między 1904 a 1918 rokiem sześć razy znalazł się w czołowej dziesiątce rankingu amerykańskiego, najwyżej w 1908 roku na pozycji nr 3.
W 1908 roku jedyny raz wziął udział w mistrzostwach Australii (obecnie Australian Open) i wygrał tę imprezę, stając się pierwszym zagranicznym zwycięzcą. W finale pokonał Alfreda Dunlopa, z którym stworzył też najlepszą parę deblową w zawodach, odnosząc zwycięstwo w spotkaniu o tytuł nad Anthonym Wildingiem i Granvillem G. Sharpem. Znaczącym osiągnięciem Alexandra w 1908 roku był również singlowy finał pretendentów na mistrzostwach USA (obecnie US Open), w którym poniósł porażkę z Bealsem Wrightem.
Razem z Haroldem Hackettem stworzył parę w deblu, która w latach 1905–1911 nieprzerwanie występowała w finale gry podwójnej mistrzostw USA, wygrywając w latach 1907–1910. Piąte mistrzostwo w rozgrywkach Alexander zdobył w 1917 roku (ze względu na trwającą I wojnę światową impreza nosiła nazwę National Patriotic Tournament), mając za partnera Harolda Throckmortona. Jeszcze rok później doszedł do deblowego finału, tym razem z parze z Bealsem Wrightem.
W 1918 roku Alexander doszedł do finału gry mieszanej mistrzostw USA w parze z Mollą Mallory.
Sześciokrotnie Alexander wygrywał w deblu halowe mistrzostwa USA – w 1906, 1907 i 1908 roku z Hackettem, w 1911 i 1912 roku z Theodorem Pellem, w 1917 roku z Williamem Rosenbaumem.
W 1908 roku Alexander został powołany do reprezentacji narodowej w Pucharze Davisa. W finale przeciwko połączonej ekipie Australii i Nowej Zelandii w Melbourne nie zdobył punktu, przegrywając w pięciu setach z Normanem Brookesem, w trzech setach z Anthonym Wildingiem oraz w pięciu setach mecz deblowy z tymi samymi przeciwnikami, mając za partnera Bealsa Wrighta.
W 1961 roku został wpisany do Międzynarodowej Tenisowej Galerii Sławy.

### Finały w turniejach wielkoszlemowych

#### Gra pojedyncza (1–0)
| Końcowy wynik | Nr | Data | Turniej                            | Nawierzchnia | Przeciwnik    | Wynik finału            |
| ------------- | -- | ---- | ---------------------------------- | ------------ | ------------- | ----------------------- |
| Zwycięzca     | 1. | 1908 | Australasian Championships, Sydney | Trawiasta    | Alfred Dunlop | 3:6, 3:6, 6:0, 6:2, 6:3 |

#### Gra podwójna (6–5)
| Końcowy wynik | Nr | Data | Turniej                                | Nawierzchnia | Partner             | Przeciwnicy                        | Wynik finału            |
| ------------- | -- | ---- | -------------------------------------- | ------------ | ------------------- | ---------------------------------- | ----------------------- |
| Finalista     | 1. | 1900 | U.S. National Championships, Newport   | Trawiasta    | Raymond Little      | Dwight Davis Holcombe Ward         | 4:6, 7:9, 10:12         |
| Finalista     | 2. | 1905 | U.S. National Championships, Newport   | Trawiasta    | Harold Hackett      | Holcombe Ward Beals Wright         | 4:6, 4:6, 1:6           |
| Finalista     | 3. | 1906 | U.S. National Championships, Newport   | Trawiasta    | Harold Hackett      | Holcombe Ward Beals Wright         | 3:6, 6:3, 3:6, 3:6      |
| Zwycięzca     | 1. | 1907 | U.S. National Championships, Newport   | Trawiasta    | Harold Hackett      | Nat Thornton Bryan M. Grant        | 6:2, 6:1, 6:1           |
| Zwycięzca     | 2. | 1908 | U.S. National Championships, Newport   | Trawiasta    | Harold Hackett      | Raymond Little Beals Wright        | 6:1, 7:5, 6:2           |
| Zwycięzca     | 3. | 1908 | Australasian Championships, Sydney     | Trawiasta    | Alfred Dunlop       | Granville G. Sharp Anthony Wilding | 6:3, 6:2, 6:1           |
| Zwycięzca     | 4. | 1909 | U.S. National Championships, Newport   | Trawiasta    | Harold Hackett      | George Janes Maurice McLoughlin    | 6:4, 6:4, 6:0           |
| Zwycięzca     | 5. | 1910 | U.S. National Championships, Newport   | Trawiasta    | Harold Hackett      | Tom Bundy Trowridge Hendrick       | 6:1, 8:6, 6:3           |
| Finalista     | 4. | 1911 | U.S. National Championships, Newport   | Trawiasta    | Harold Hackett      | Raymond Little Gustave Touchard    | 5:7, 15:13, 2:6, 4:6    |
| Zwycięzca     | 6. | 1917 | U.S. National Championships, Nowy Jork | Trawiasta    | Harold Throckmorton | Harry Johnson Irving Wright        | 11:9, 6:4, 6:4          |
| Finalista     | 5. | 1918 | U.S. National Championships, Nowy Jork | Trawiasta    | Beals Wright        | Vincent Richards William Tilden    | 3:6, 4:6, 6:3, 6:2, 2:6 |

#### Gra mieszana (0–1)
| Końcowy wynik | Nr | Data | Turniej                                | Nawierzchnia | Partnerka     | Przeciwnicy                            | Wynik finału |
| ------------- | -- | ---- | -------------------------------------- | ------------ | ------------- | -------------------------------------- | ------------ |
| Finalista     | 1. | 1918 | U.S. National Championships, Nowy Jork | Trawiasta    | Molla Mallory | Hazel Hotchkiss Wightman Irving Wright | 2:6, 3:6     |